# 벤 블레드소
벤 블레드소(Ben Bledsoe, 1982년 5월 11일 ~ )는 미국의 배우, 가수, 모델, 성우이다.

## 영화
- 모토크로스 키즈 (2004, Motocross Kids)
- Good Grief (2010) - 단편
- 로날 더 바바리언 (2011)